# Aga
 Ovo je glavno značenje pojma Aga. Za druga značenja pogledajte Aga (razdvojba).
Aga (turskom ağa, "vođa", "vladar", može biti pisano i kao agha) osmanski je vojni i administrativni čin. Aga je u rangu bio niži plemić od bega.
U Osmanskom Carstvu izraz se upotrebljavao za zapovjednike različitih vojnih jedinica. Tako se, npr. zapovjednik svih janičara zvao janičarski aga (Yeniçeri ağasi), a svih akindžija — akindžijski aga (ākinci ağasi). Kasnije, bio je to naslov nižeg plemstva i nižih vojnih časnika. U balkanskim pod turskom vlašću na čelu džemata bio je aga (azapaga, azebaga, pozbanaga, topčaga, džebedžiaga, aga mortologa, đonluaga, donlaga, aga farisa). Jedinice organizirane na području kapetanija nazivale su se agalukom, pošto su bile pod zapovjedništvom age. Agaluk je imao jedan džemat konjanika ili azapa (stražara). U 19. stoljeću aga je postao naziv za viđeniju osobu koja je školovana ili zauzimala važno mjesto u birokraciji države, i tom smislu aga označuje pojam "gospodin."
Aga se zvao vlasnik timara. Bio je obvezan u ratu povesti po jednog opremljenog konjanika na svakih 3000 akča prihoda, ukupno šest ratnika najviše.
Aga je također česti naslov i prezime u Pakistanu i Afganistanu, npr. Aga Kan.

## Vanjske povezice
- Aga, U: Vojna enciklopedija, sv. 1., Beograd: Izdanje redakcije Vojne enciklopedije, 1970., str. 59.
- H. Kreševljaković, Kapetanije u Bosni i Hercegovini, Sarajevo, 1954.